# Rhogeessa
Rhogeëssa (H.Allen, 1866) è un genere di pipistrelli della famiglia dei Vespertilionidi noti comunemente come pipistrelli gialli.

## Etimologia
Il termine generico deriva dall'adattamento femminile della parola greca ῥογεύς, il cui significato è colui che tinge, con allusione al colore caratteristico della pelliccia.

## Descrizione

### Dimensioni
Al genere Rhogeëssa appartengono pipistrelli di piccole dimensioni, con lunghezza della testa e del corpo tra 37 e 50 mm, la lunghezza dell'avambraccio tra 25 e 35 mm, la lunghezza della coda tra 28 e 48 mm e un peso fino a 10 g.

### Caratteristiche craniche e dentarie
Il cranio è delicato, con una costrizione post-orbitale insolitamente stretta. Il rostro è più stretto della scatola cranica. Gli incisivi esterni inferiori sono molto ridotti.
Sono caratterizzati dalla seguente formula dentaria:

### Aspetto
La pelliccia è lunga e setosa. Le parti dorsali variano dal giallastro al brunastro, mentre le parti ventrali sono più chiare. Il muso è corto e largo, dovuto alla presenza di due masse ghiandolari sui lati. Le orecchie possono variare in dimensioni tra le varie specie, sono ben separate tra loro ed hanno l'estremità arrotondata. Nei maschi di alcune specie sono presenti delle masse ghiandolari alla base del margine anteriore. Il trago è lungo, sottile, con la punta arrotondata e leggermente curvato in avanti. Le membrane alari sono talvolta ispessite e robuste e sono attaccate posteriormente alla base delle dita dei piedi. Il terzo metacarpo è circa il doppio della prima falange del terzo dito. La coda è lunga e si estende completamente nell'ampio uropatagio, mentre il calcar è lungo, ben sviluppato e con un lobo terminale ben distinto.

## Distribuzione
Il genere è diffuso in America Centrale e meridionale.

## Tassonomia
Il genere comprende 12 specie.
- Sottogenere Rhogeëssa - L'incisivo esterno inferiore è spesso bicuspidato. Il cranio è di proporzioni normali.
  - Rhogeessa aeneus
  - Rhogeessa bickhami
  - Rhogeessa genowaysi
  - Rhogeessa gracilis
  - Rhogeessa hussoni
  - Rhogeessa io
  - Rhogeessa menchuae
  - Rhogeessa minutilla
  - Rhogeessa mira
  - Rhogeessa parvula
  - Rhogeessa permutandis
  - Rhogeessa tumida
- Sottogenere Baeodon - L'incisivo esterno inferiore ha una sola cuspide. Il cranio è di proporzioni più grandi.
  - Rhogeessa alleni